# Wiadomości Świdnickie
Wiadomości Świdnickie – najstarsze w Świdnicy pismo lokalne ukazujące się co tydzień.

## Historia
Wiadomości Świdnickie ukazywały się od 29 lipca 1945 r. do 28 kwietnia 1947. Były drukowane w świdnickiej drukarni, w której znajdowała się też siedziba wydawnictwa i pierwszej redakcji. Załogę drukarni, z dyrektorem włącznie, stanowili wówczas Niemcy. Ponieważ brakowało polskich czcionek, stosowano niemieckie, dorabiając ręcznie polskie znaki diakrytyczne. 
Pismo było poświęcone sprawom miasta. Publikowano w nim lokalne ogłoszenia i informacje, podawano repertuar teatrów i kin, recenzje z przedstawień oraz aktualne wiadomości polityczne z kraju i zagranicy. Gazetę zlikwidowano wskutek centralistycznej polityki państwa, dążącej do podporządkowania i kontroli wydawnictw prasowych. Wydawcą pisma był miejscowy Urząd Informacji i Propagandy.
24 grudnia 1989 roku, po 42 latach, wznowiono wydawanie pisma jako dwutygodnika  przejmując jedynie  tytuł, teraz pod egidą lokalnego samorządu, jednak ukazywało się ono nieregularnie. Pismo miało 8 stron, zachowując czarno-białą szatę graficzną z jednym dodatkowym kolorem. 
W 1992 roku tytuł został sprzedany w drodze przetargu prywatnemu właścicielowi – Jerzemu Kubarze. Od października 1992 roku Wiadomości Świdnickie, dziś swoim zasięgiem obejmujące cały powiat świdnicki, ukazują się nieprzerwanie do chwili obecnej.
Wiadomości Świdnickie ukazują się w każdy poniedziałek. Dostępna jest również wersja internetowa jako ws-24.pl Portal Powiatu Świdnickiego.

## Redaktorzy naczelni
- Stanisław August Kawczak
- Beata Moskal-Słaniewska
- Anita Odachowska
- Agnieszka Bobrowska
- Anita Odachowska-Mazurek